# خاتم سليمان
خاتم سليمان حسب المعتقدات اليهودية خاتم كان يملكه النبي سليمان، الذي أعطاه الله القدرة على قيادة الشياطين (أو الجن)، والحديث مع الحيوانات.

## إستعمالات
استعمل هذا الرمز شعارًا لعدة دول إسلامية في الأناضول مثل إمارة قرمان وإمارة قندار، وهو موجود أيضًا على راية قائد الأسطول العثماني خير الدين بربروس، والتي تعود إلى فترة ما بين 1470-1546 
إضافة لدول الأناضول فقد استُخدم الخاتم في شمال إفريقيا في شعار أمير المؤمنين عبد القادر بن محي الدين الحسيني مؤسس الدولة الجزائرية الحديثة.

## رمزية
يمثل المثلثان تحالف الماء والنار.

## معرض صور

علم إمارة قرمان في الأناضول (1250-1487م).
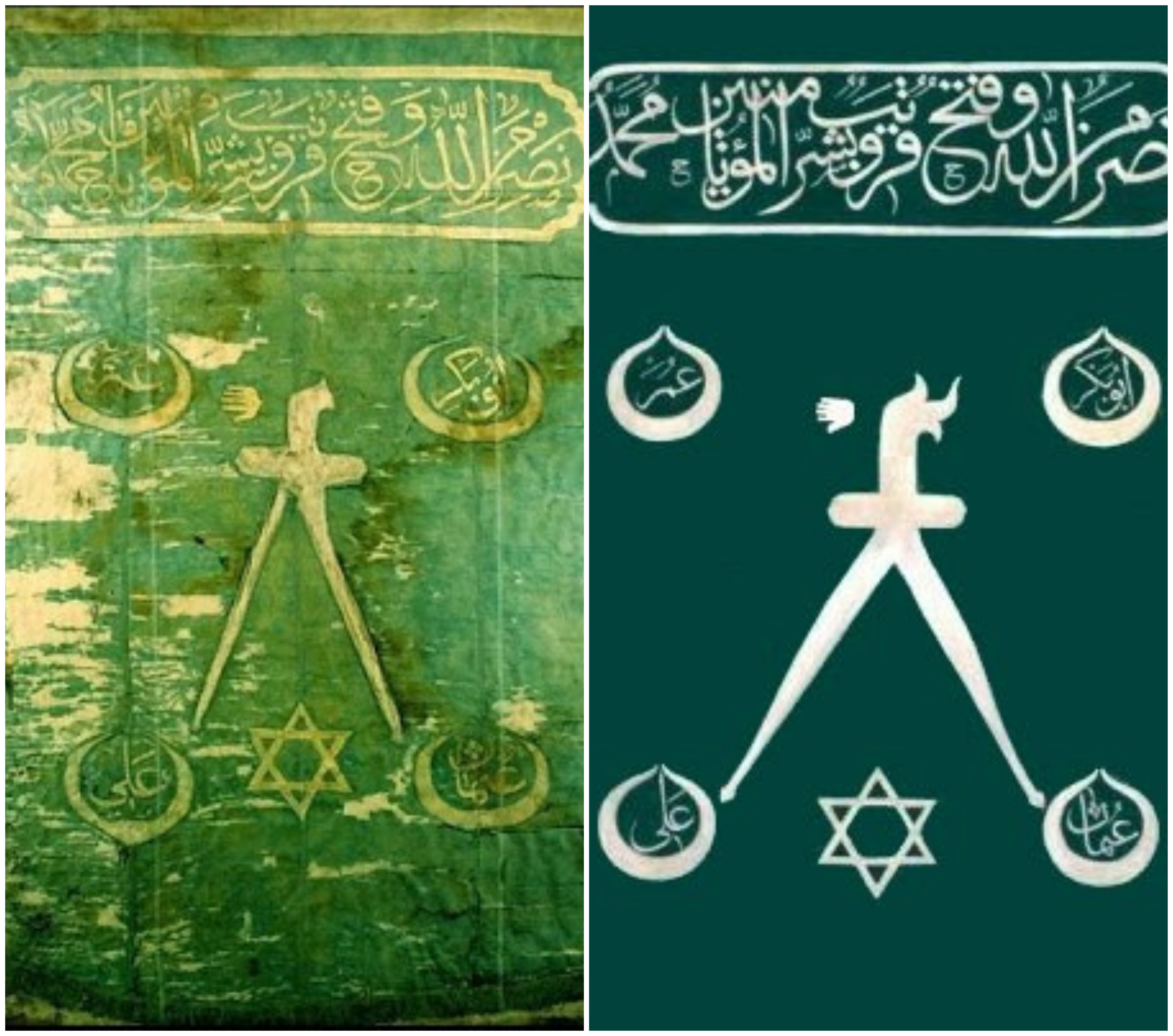
راية خير الدين بربروس، القائد البحري العثماني المسلم الأشهر في القرن 16. ويُري بها رسم للنجمة السداسية، وهي راية إسلامية.
النجمة السداسية في ختم إمارة الأمير عبد القادر بن محي الدين مؤسس الدولة الجزائرية الحديثة، مكتوب فيه " ومن تكن برسول الله نصرته ... إن تلقه الأسد في اجامها تجم"